# Tesselse Groene
De Tesselse Groene (ofwel Texelse Groene) was een Nederlandse schapenkaas die eeuwenlang werd geproduceerd op onder andere Texel. De kaas werd geëxporteerd naar diverse Europese landen. Hij had een scherpe smaak die deed denken aan die van Parmezaanse kaas. Deze smaak ontleende hij aan het verteerde grassap in schapenkeutels. Na ongeveer 1860 werd de kaas niet meer geproduceerd omdat de export van vlees rendabeler was en de concurrentie met buitenlandse kazen was toegenomen. 

## Bereidingswijze
Een aftreksel van verse schapenkeutels werd aan de schapenmelk toegevoegd. Dat kleurde de kaas en zorgde voor een karakteristieke, scherpe smaak.

## Ontstaansgeschiedenis
Wanneer de kaas is ontstaan is niet precies bekend maar van de kaassoort wordt in het eind van zestiende eeuw melding gemaakt. Naar verluidt is het procedé per ongeluk ontdekt. Bij het melken kon het voorkomen dat een schapenkeutel in de melkemmer belandde. Het was zonde om de melk weg te gooien. Het maken van groene kaas bleek voordelen te hebben: de kaas kreeg er een exquise smaak van en hij schimmelde en scheurde minder snel dan de witte variant. Hij werd als Tesselse Groene bekend, maar werd ook (op minder grote schaal) gemaakt op Wieringen, Terschelling en Griend ('Grindsche'). Aan het maken van de Friese 'griene tsiis' kwamen geen schapenkeutels te pas.

## Populariteit
Zeker is dat vanaf ongeveer 1600 tot halverwege de negentiende eeuw tienduizenden van deze kaasjes geëxporteerd naar landen binnen Europa. De Tesselse Groene werd tot in Italië geroemd om haar uitgesproken smaak, die volgens sommigen zelfs de smaak van de befaamde Parmezaanse kaas overtrof.
Het gebruik van schapenkeutels bij de bereiding van Tesselse Groene was op Texel geen geheim.  Aan de massale export van de kaas kwam een eind door economische redenen: het exporteren van schapenvlees (hoofdzakelijk naar Engeland) leverde meer winst op dan het exporteren van kazen. Ook nam de weerzin toe tegen het gebruik van keutels in de kaas.  Binnenlandse consumptie werd meer en meer vervangen door buitenlandse kazen zoals Roquefort. Na 1866 werden in de Verslagen van den Landbouw geen meldingen meer gemaakt van de schapenkaas.
Inmiddels is de kaas niet meer toegestaan vanwege het gebruik van meststoffen als ingredient.